# Kai Cipot
Kai Cipot, slovenski nogometaš, * 28. april 2001, Murska Sobota.
Cipot je profesionalni nogometaš, ki igra na položaju branilca. Od začetka članske kariere leta 2019 je član slovenskega kluba Mura, za katero je v prvi slovenski ligi odigral več kot 85 tekem in dosegel devet golov ter z njo osvojil naslov slovenskega državnega prvaka v sezoni 2020/21 in slovenski pokal leta 2020. Bil je tudi član slovenske reprezentance do 18, 19 in 21 let.
Tudi njegov oče Fabijan Cipot in brat Tio sta oziroma sta bila nogometaša.